# Сугояк (село)
Сугояк — село в Красноармейском районе Челябинской области. Административный центр Сугоякского сельского поселения.

## География
Село расположено на восточном берегу одноимённого озера. Расстояние до районного центра, села Миасского, 57 км.

## Население
| 2002 | 2010 |
| ---- | ---- |
| 1067 | ↘915 |

По данным Всероссийской переписи, в 2010 году численность населения села составляла 915 человек (428 мужчин и 487 женщин).

## Улицы
Уличная сеть села состоит из 4 улиц.